# Everard Mercurian

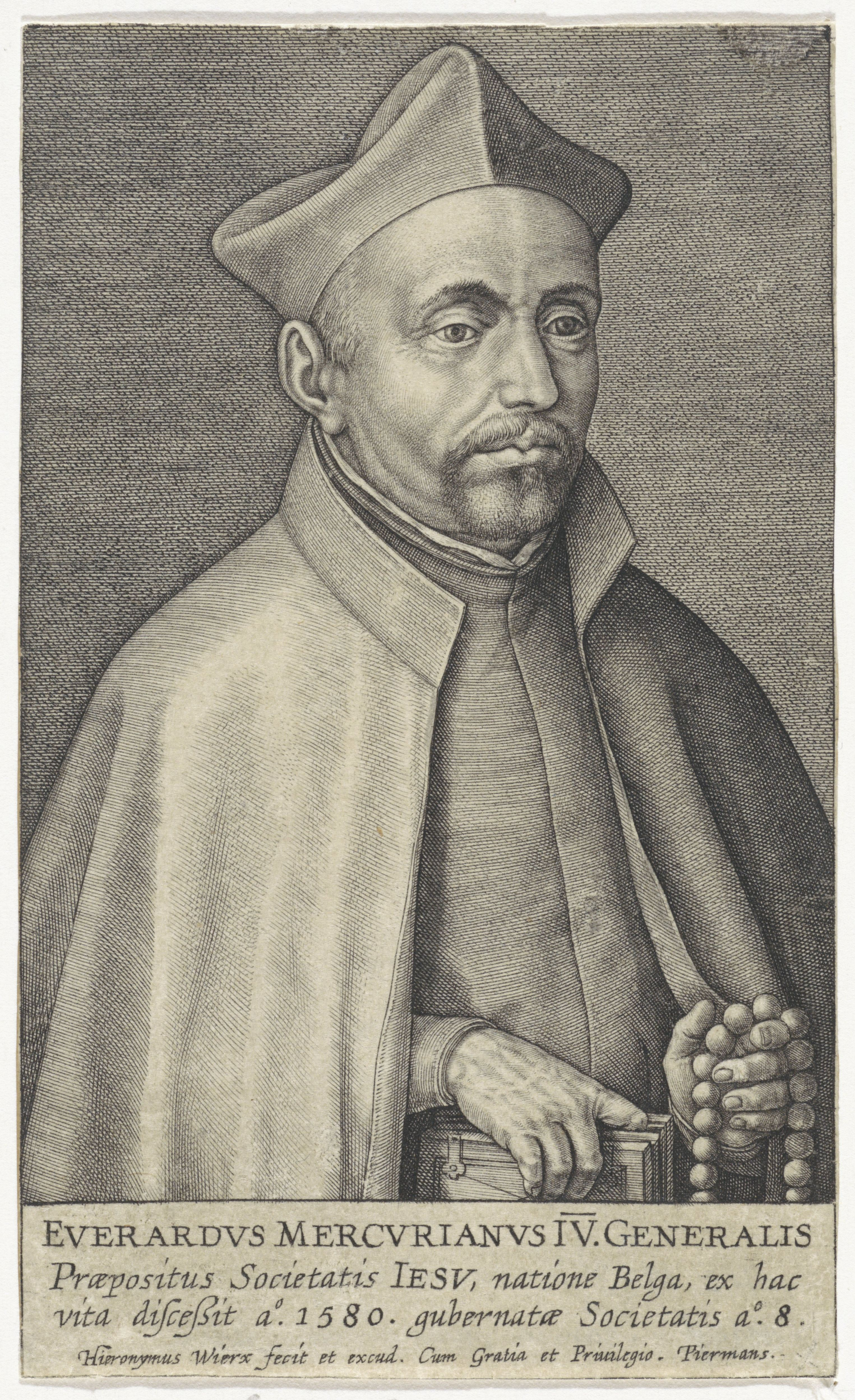
Everard Mercurian

Everard Mercurian (* 1514 in Marcourt, Provinz Luxemburg, heute Belgien; † 1. August 1580 in Rom) war der 4. General der Societas Jesu.

## Leben
Während seines Theologiestudiums an der Universität von Paris machte er die Bekanntschaft von Jesuiten und trat 1548 dem Jesuitenorden in den Niederlanden bei. Hier wurde er zunächst Visitator und später Provinzial der Niederländischen Provinz. 
Als 1572 der 3. General des Ordens, Francisco de Borja, starb, wählte die Generalversammlung des Ordens ihn am 23. April 1573 zum 4. General des Ordens. Er war der Wunschkandidat von Papst Gregor XIII. Ende des Jahres 1573 berief Mercurian den Diplomaten Antonio Possevino zu seinem persönlichen Sekretär. Mercurian entsandte 1573 den Jesuiten Gregor von Valencia (1549–1603) nach Bayern, wo er 25 Jahre lang als einer der bedeutendsten Theologen seiner Zeit wirkte.
Mit 66 Jahren starb Everard Mercurian am 1. August 1580 während einer Grippeepidemie in Rom. Sein Nachfolger wurde Claudio Acquaviva.